# Dienerella beloni
Dienerella beloni is een keversoort uit de familie schimmelkevers (Latridiidae). De wetenschappelijke naam van de soort werd in 1882 gepubliceerd door Edmund Reitter.